# Sukareja (Warureja)
Sukareja is een bestuurslaag in het regentschap Tegal van de provincie Midden-Java, Indonesië. Sukareja telt 5056 inwoners (volkstelling 2010).